# Pseudocercospora pachirae
Pseudocercospora pachirae är en svampart som beskrevs av U. Braun, Crous & N. Pons 2003. Pseudocercospora pachirae ingår i släktet Pseudocercospora och familjen Mycosphaerellaceae.   Inga underarter finns listade i Catalogue of Life.